# Cyberbots: Full Metal Madness
Cyberbots: Full Metal Madness, conhecido no Japão apenas como Cyberbots (サイバーボッツ) é um jogo eletrônico produzido e distribuído pela Capcom em 1995, onde os pilotos de mecha batalham mutuamente. É um spin-off do beat'em up Armored Warriors. O jogo foi lançado originalmente para arcade e também foi adaptado para Sega Saturn e PlayStation. Teve sua distribuição restrita ao Japão.
O personagem principal do jogo é Jin Saotome, que depois ficou conhecido pela suas aparições em Marvel vs. Capcom: Clash of Super Heroes e Marvel vs. Capcom 2: New Age of Heroes.